# Bernardino de Campos (político)
Bernardino José de Campos Júnior (Pouso Alegre, 6 de setembro de 1841 - São Paulo, 18 de janeiro de 1915) foi um advogado e político brasileiro. Formado em direito pela Faculdade de Direito de São Paulo, foi segundo (1892-1896) e sexto (1902-1904) presidente do governo do estado de São Paulo. Também exerceu cargos no Senado Federal e na Câmara dos Deputados, e aclamado presidente de honra da grande convenção do Partido Republicano Paulista.

## Biografia

### Primeiros Anos
Bernardino José de Campos Júnior nasceu em Pouso Alegre, Minas Gerais, no dia 6 de setembro de 1841, filho de Bernardino José de Campos, juiz de direito da cidade, e de Felisbina Rosa Gonzáles de Campos. Fez os estudos secundários no Colégio Júlio em São Paulo.

### Formação Acadêmica
Entre 1858 e 1863 cursou direito na Faculdade do Largo de São Francisco, local de grande efervescência de idéias republicanas e abolicionistas, onde também se formaram homens como Júlio de Castilhos, Assis Brasil, Barros Cassal e Alcides Lima, identificados com a causa antimonárquica. Um ano após a formatura, o assassinato de seu pai o fez se iniciar nas lutas forenses como advogado de acusação. Em 1866 abriu banca de advogado em Amparo, onde fixou residência.

### Família
Em 1865 casou-se em Campinas com Francisca de Barros Duarte, sendo pai de 16 filhos, 10 homens e 6 mulheres, dos quais 12 chegaram à idade adulta.
Seu filho Carlos de Campos seguiu os passos do pai e ocupou a presidência do estado de São Paulo. 
Seu filho Sílvio de Campos, foi deputado e um dos articuladores do M.M.D.C. .
Seu filho Américo de Campos Sobrinho foi enviado à Montreal, no Canadá, para tentar trazer imigrantes para a lavoura do café, e, apesar de não conseguir, fez uma série de relações que resultaram na chegada do capital canadense no Brasil, em empreendimentos como a São Paulo Tramway, Light and Power Company, popularmente conhecida como Light, além da Companhia Brasileira de Cimento Portland Perus, entre outras.
Sua filha Lucila de Santos casou-se com um primo de Campos Sales.

### Vereador e Jornalista
Nessa cidade, foi eleito várias vezes vereador. Dedicou-se também ao jornalismo e, ao lado de Quintino Bocaiúva, dirigiu o jornal republicano O País, participando ativamente do movimento pelo fim do trabalho escravo no Brasil. Integrou o grupo paulista dos Caifases, responsáveis por ações de fugas de escravos e pela proteção jurídica aos líderes abolicionistas.

## Carreira política

### Partido Republicano Paulista

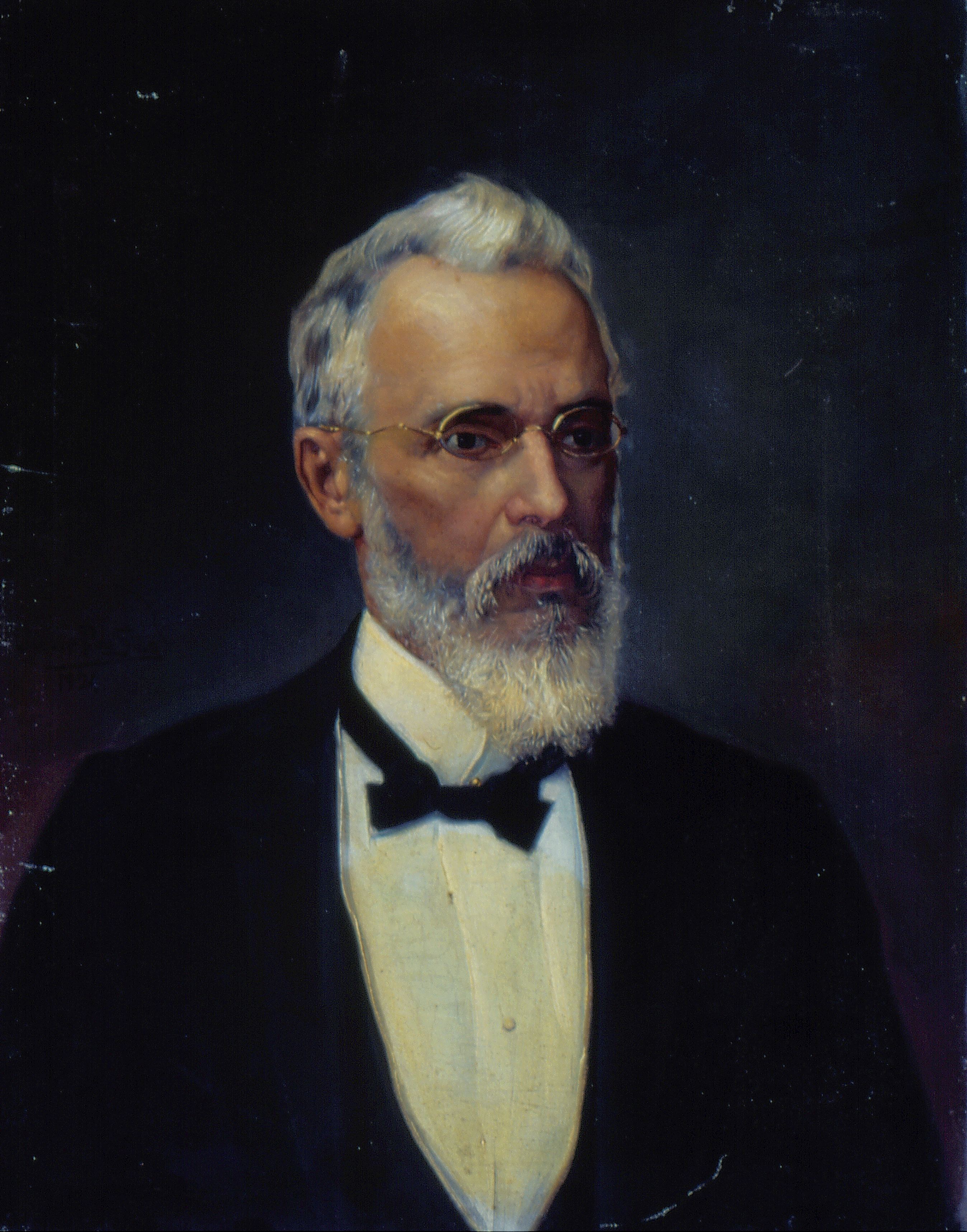
Retrato do Dr. Bernardino de Campos, quadro de Oscar Pereira da Silva, presente no Museu Paulista da USP.

Ao lado de republicanos como Manuel Ferraz de Campos Sales e Prudente José de Morais e Barros, participou, em 1873, da Convenção de Itu, quando foi fundado o Partido Republicano Paulista (PRP), agremiação pela qual se elegeu deputado provincial em 1877.
Em 1881 fundou o jornal Época, ao lado de Peixoto Gomide, Muniz de Sousa e Antônio Bittencourt, e no ano seguinte tornou-se membro da comissão permanente do PRP. Foi signatário do Manifesto de 24 de Maio em 1888, também assinado por Horácio de Carvalho e Campos Sales, documento que pregava a revolução contra o regime monárquico e que causou forte impacto na conjuntura política nacional.

### Deputado Federal (1891-1892)
Com o advento da República, em novembro de 1889, foi indicado para participar da junta governativa de São Paulo. Eleito deputado constituinte em 1891, após a promulgação da Constituição em fevereiro de 1891, passou a exercer o mandato ordinário. Em sintonia com a posição do PRP, colocou-se em oposição ao governo provisório do marechal Deodoro da Fonseca e apoiou a sua substituição por Floriano Peixoto em novembro de 1891.

### Primeiro Governo (1892-1896)
Em 1892 tornou-se presidente da Câmara dos Deputados numa votação apertada, em que derrotou o deputado Mata Machado por apenas três votos. Chegou a ser indicado pelo Barão de Lucena para ocupar uma cadeira no Supremo Tribunal Federal, mas recusou a oferta para se candidatar ao governo de São Paulo. Consagrado nas urnas em 18 de agosto, foi empossado a 23 do mesmo mês, sucedendo a José Alves de Cerqueira César.
À frente do Executivo paulista, teve de enfrentar a grave epidemia de febre amarela que se estendeu da região de Santos até o município de Campinas, mobilizando uma vultosa equipe de engenheiros e médicos especializados em doenças tropicais, que ao fim conseguiu livrar toda a região da moléstia, inclusive o velho foco endêmico do litoral paulista: o Porto de Santos.
Mas foi na frente política que teve seu maior desafio. As contradições entre o governo de Floriano Peixoto e os setores oposicionistas agravaram-se quando parte da Armada aportada na Baía de Guanabara, liderada pelo ministro demissionário da Marinha, o contra-almirante Custódio de Melo, iniciou uma sublevação que foi logo apoiada pelo diretor da Escola Naval, o monarquista Saldanha da Gama. Era a Revolta da Armada.
Ao mesmo tempo, o líder republicano gaúcho Júlio de Castilhos, após ter sido afastado do governo do estado por suas ligações com o governo de Deodoro da Fonseca, conseguiu negociar com Floriano Peixoto sua volta à presidência do Rio Grande do Sul, provocando a sublevação de elementos do Partido Federalista ligados a Demétrio Ribeiro e Silveira Martins.
Assim teve início, a partir de fevereiro de 1892, a Revolução Federalista, guerra civil contra o governo federal que duraria até o ano de 1895. Governando o estado de São Paulo, um dos pilares da ascensão de Floriano à presidência da República, Bernardino de Campos teve de intervir tanto na Revolta da Armada quanto na Revolução Federalista, contribuindo com o governo federal com suprimentos, recursos financeiros e até socorros para a cidade da Lapa, no Paraná, que se encontrava sitiada pelas tropas rebeldes.
Seu apoio às forças federais foi fundamental para a derrota dos federalistas que ameaçavam a jovem república brasileira. O apoio ao governo de Floriano Peixoto não levou, entretanto, Bernardino de Campos a apoiar as pretensões continuístas do presidente da república. Foi, assim, um dos mais importantes articuladores da candidatura presidencial de Prudente de Morais, seu correligionário do PRP, afinal eleito para o período 1894-1898.

### Primeiro Senado (1896)
Como resultado do aumento do seu prestígio político, após deixar a presidência de São Paulo em 1896 (onde foi substituído interinamente pelo vice-presidente Peixoto Gomide e a seguir pelo presidente eleito Manuel Ferraz Campos Sales), Bernardino de Campos foi eleito para o Senado Federal, mas após quatro meses renunciou para substituir Rodrigues Alves no Ministério da Fazenda.

### Ministro da Fazenda (1896-1898)
Sua gestão iniciou-se quando os efeitos acumulados da política econômica do Encilhamento, que havia gerado forte inflação e uma febre especulativa no biênio 1890-1891, se combinavam com a queda do preço do café no mercado internacional, configurando a primeira crise de superprodução do principal produto da pauta de exportação do Brasil.
Ao mesmo tempo, a instabilidade política provocada pelas forças contrárias ao novo regime limitava as margens a partir das quais poderia operar o governo e, dentro dele, a gestão de Bernardino de Campos. Esta foi marcada pela tentativa de restabelecer o equilíbrio das contas nacionais, reduzindo tarifas aduaneiras e reformando a tributação.
Ao mesmo tempo em que buscava fortalecer a receita através da tributação do consumo de bebidas, sal, e fósforo, reorganizou o Tesouro Nacional, definindo suas atribuições e estruturas. Em 1898, seguindo orientação do governo, um dos mais importantes credores do país, a grupo Rothschild, foi sondada sobre o caso da suspensão do pagamento da dívida externa.
Mas a partir de negociações feitas entre Bernardino de Campos, Campos Sales, aquela altura presidente da República eleito, o ex-ministro Rodrigues Alves e representantes do sistema bancário britânico e alemão, em junho daquele ano acordou-se um plano de saneamento financeiro cujo fito era o resgate do papel moeda.
O empréstimo de consolidação, ou funding loan, como ficou conhecido, incluía a suspensão do pagamento de juros e amortizações da dívida externa até o ano de 1911, e a abertura de um crédito de dez milhões de libras esterlinas no Banco de Londres ao Brasil.
Os juros da dívida externa seriam pagos pelos funding bonds, títulos-ouro lastreados nesse crédito, mas, por outro lado, o Brasil deveria hipotecar as rendas da alfândega do Rio de Janeiro e de outras regiões do país, depositando, a partir de 1899, o seu valor em papel-moeda nos bancos ingleses e alemães, reduzindo a quantidade de meio circulante até que este atingisse um patamar de equilíbrio.
A despeito de sua habilidade política em articular com os credores internacionais um plano para a salvação das finanças da República, o novo presidente Campos Sales (1898-1902) resolveu substituir Bernardino de Campos pelo titular do Ministério da Indústria, Viação e Obras Públicas, Joaquim Murtinho, que se tornou o executor dos termos do funding loan.

### Segundo Senado (1900-1902)
Sendo mais uma vez eleito senador por São Paulo em 1900, Bernardino de Campos ocupou a presidência da casa. Integrou a comissão que se debruçou sobre o Código Civil, presidida por Rui Barbosa, o qual o convidou para dar o parecer sobre o capítulo “Direito das Cousas” – os trabalhos da comissão se arrastariam até o ano de 1916, quando o código foi instituído.
Nesse mesmo mandato, também foi relator da Comissão de Finanças e Orçamento do Senado Federal. Em 1902, na sucessão de Rodrigues Alves, que então deixou o governo de São Paulo para se eleger presidente da República, voltou ao governo paulista, tendo de renunciar à vaga no Senado.

### Segundo Governo (1902-1904)
Empossado em julho, logo enfrentou nova epidemia de febre amarela que se abateu sobre o Porto de Santos. Dessa sua gestão também fizeram parte a inauguração do Museu do Ipiranga e a melhoria no abastecimento de água na capital paulista. 
Em 30 de abril de 1904 renunciou ao governo de São Paulo por razões médicas; acometido de um glaucoma, obrigado a usar óculos escuros, viajou em maio do mesmo ano à Europa, onde foi operado com sucesso em Paris.

### Terceiro Senado (1904-1915)
Após a cirurgia, viajou para a Inglaterra, Bélgica, Alemanha, Itália e Portugal. Antes mesmo de voltar ao Brasil no ano seguinte, articuladores do PRP chegaram a sugerir seu nome para substituir Rodrigues Alves na presidência da República. No entanto, realizou-se um acordo entre líderes políticos paulistas em torno do nome de Afonso Pena, do Partido Republicano Mineiro (PRM), que acabaria sendo eleito em março de 1906.
Ainda em 1905, Bernardino de Campos voltou à Europa, desta vez para o tratamento de um familiar. Em sua nova estada no velho continente, perdeu a visão de seu único olho saudável, voltando completamente cego ao Brasil.
Em 22 de agosto de 1909 foi aclamado, por iniciativa de Pedro Moacir, presidente de honra do PRP, na mesma convenção que oficializou a candidatura de Rui Barbosa à presidência da República. Participou ativamente da Campanha Civilista em defesa dessa candidatura e em oposição à de Hermes da Fonseca, que acabou vencendo as eleições.
No mês de março de 1914 retornou à Europa com a intenção de acompanhar os estudos dos filhos e o tratamento médico de sua esposa. Poucos meses depois, encontrando-se em território alemão, foi surpreendido pela conflagração do conflito bélico mundial. O início da Primeira Guerra Mundial impôs dificuldades para que Bernardino e sua família regressassem ao Brasil.

## Últimos anos e legado

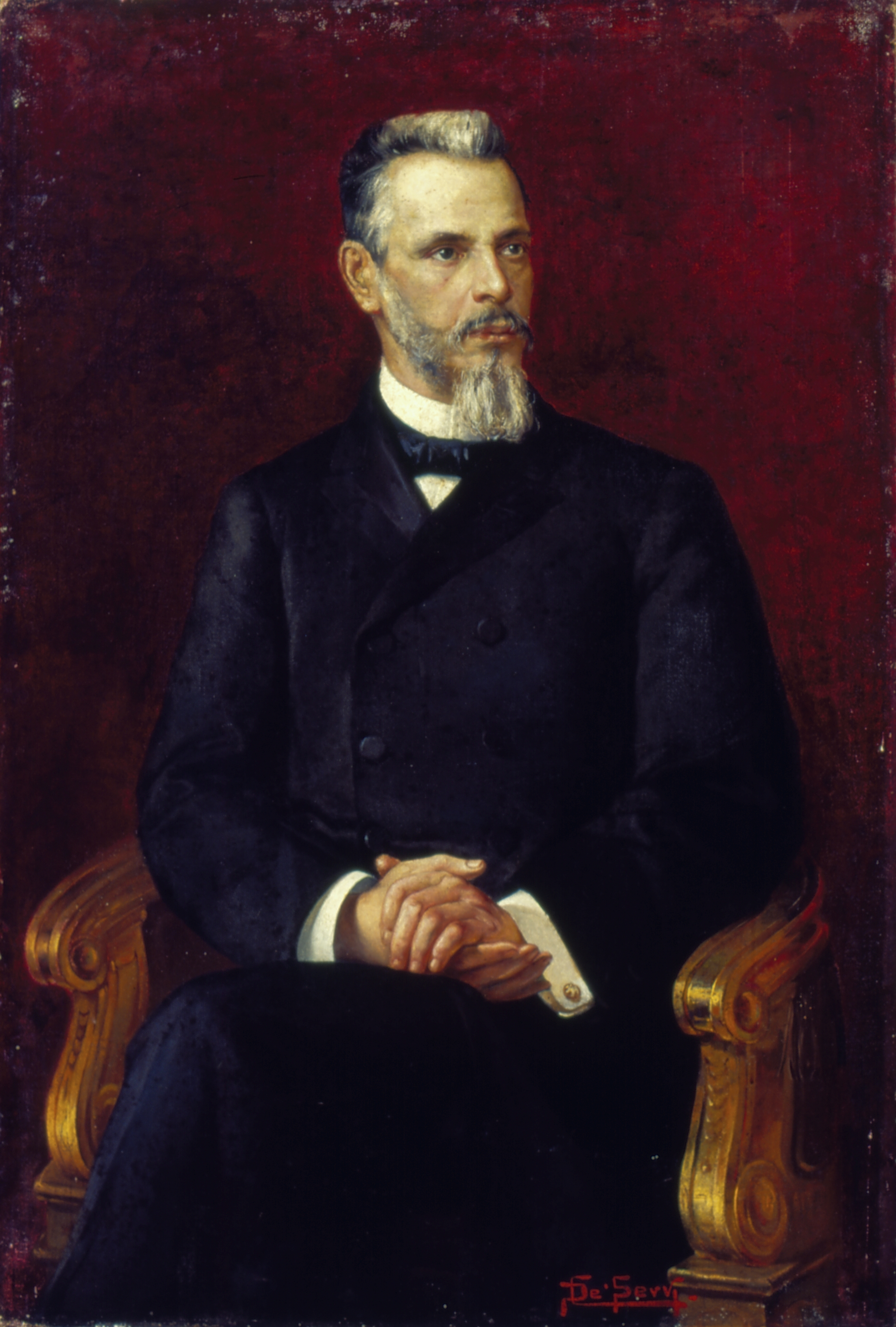
Em pintura de Carlo De Servi.

Após uma perigosa travessia pelo Atlântico, em 14 de outubro de 1914 desembarcou no Porto de Santos. Recebeu o título de general honorário do Exército Brasileiro. Também exerceu a atividade de consultor jurídico da São Paulo Light e da Estrada de Ferro Sorocabana. Faleceu em São Paulo no dia 18 de janeiro de 1915.
Seus principais trabalhos publicados foram:
- Relatório apresentado ao Presidente da República dos Estados Unidos do Brasil, pelo Ministro de Estado dos Negócios da Fazenda, Bernardino de Campos (1897)
- Relatório apresentado ao Presidente da República dos Estados Unidos do Brasil, pelo Ministro de Estado dos Negócios da Fazenda, Bernardino de Campos (1898)
- Parecer sobre os artigos 491 a 528 (Posse) e 701 a 717 (Servidão) do Projeto do Código Civil (1902).[1][2]

### Obras de Bernardino de Campos
- CONGRESSO NACIONAL CONSTITUINTE. 1890-1891 - Annaes da Camara dos Srs. Deputados, sessões preparatórias de 4 a 14 de novembro e de 18 de dezembro de 1890; Constituinte de 15 de novembro a 31 de dezembro de 1890... Rio de Janeiro, Imprensa Nacional, 1891, v. 1, p. 349-356 (sobre o Projeto de Constituição).
- ANNAES DO CONGRESSO NACIONAL. Sessões de 2 a 30 de janeiro de 1891. Rio de Janeiro. Imprensa Nacional. 1891, v. 2, p. 337 (propõe voto de reconhecimento ao Congresso norte-americano, pela saudação enviada ao Congresso brasileiro).
- Sessões de 2 a 26 de fevereiro de 1891. Rio de Janeiro. Imprensa Nacional. 1891, v. 3, p. 179-186 (sobre o Projeto de Constituição).
- BRASIL. CONGRESSO. CÂMARA DOS DEPUTADOS. Annaes da Câmara dos Deputados, primeira sessão da primeira legislatura. Sessões de 10 de junho a 31 de julho de 1891. Rio de Janeiro. Imprensa Nacional. 1891, v. 1, p. 48 (eleição da Mesa) e 166 (Tratado das Missões).
- Sessões de 1 a 31 de agosto de 1891. Rio de Janeiro. Imprensa Nacional. 1891, v. 2, p. 38-39 (Tratado das Missões), 40-41 (idem), 43 (questão de ordem), 74-75 (anulação de concessões de estradas de ferro) e 580-585 (idem).
- Sessões de 1 a 30 de setembro de 1891. Rio de Janeiro. Imprensa Nacional. 1891, v. 3, p. 246-248 (orçamento da Justiça) e 467-474 (bancos de Emissão).
- Sessões de 1 a 31 de outubro de 1891. Rio de Janeiro. Imprensa Nacional. 1892. v. 4, p. 607 (bancos de Emissão) e 752 (agradecimentos por ter sido eleito Presidente da Câmara dos Deputados).
- BRASIL. MINISTÉRIO DA FAZENDA. Relatório apresentado ao Presidente da República dos Estados Unidos do Brasil, pelo Ministro de Estado dos Negócios da Fazenda, Bernardino de Campos, no ano de 1897... Rio de Janeiro. Imprensa Nacional. 1897. viii + 203 p. + 23 tab. (alg. desd.).
- Annexos ao Relatório apresentado ao Presidente da República dos Estados Unidos do Brasil, pelo Ministro de Estado dos Negócios da Fazenda, Bernardino de Campos, no ano de 1897... Rio de Janeiro. Imprensa Nacional. 1897. Paginação irregular.
- Relatório apresentado ao Presidente da República dos Estados Unidos do Brasil, pelo Ministro de Estado dos Negócios da Fazenda, Bernardino de Campos, no ano de 1898... Rio de Janeiro. Imprensa Nacional. 1898. 2 v. (v 1, 238 p.; v. 2, paginação irregular).
- BRASIL. CONGRESSO. SENADO. Annaes do Senado Federal, primeira sessão da quarta legislatura. Sessões de 1 de novembro a 30 de dezembro de 1900. Rio de Janeiro. Imprensa Nacional. 1901, v. 4, p. 29 (sobre uma viagem à Argentina), 272-275 (sobre um projeto relativo às instalações de uma faculdade de ciências jurídicas e sociais), 555-556 (sobre emendas do Senado ao orçamento) e 579 (emendas ao orçamento).
- Sessões de 28 de abril a 29 de junho de 1901. Rio de Janeiro. Imprensa Nacional. 190, v. 1, p. 160 (resposta às acusações do contra-almirante Custódio de Melo), p. 317-321 (explica transações efetuadas pelo Governo quando era Ministro da Fazenda) e 338 (pagamento de salários de trabalhadores agrícolas).
- Sessões de 2 de setembro a 31 de outubro de 1901. Rio de Janeiro. Imprensa Nacional. 1902, v. 3, p. 45-47 (resposta ao Sr. Artur Rios).
- Sessões de 1 de julho a 31 de agosto de 1901. Rio de Janeiro. Imprensa Nacional. 1902, v. 2, p. 72 (tarifas da Alfândega), 132-135 (dívidas provenientes de salários de trabalhadores rurais). 137-138 (idem), 325 (sobre um requerimento do Sr. Morais Barros), 429-433 (dívidas provenientes de salários de trabalhadores rurais ), e 549-550 (sobre um discurso do Sr. Joaquim Catunda).
- Sessão extraordinária convocada pelo Decreto n. 4324, de 18 de janeiro de 1902. Rio de Janeiro. Imprensa Nacional. 1902, p. 73-77 (despesas da mordomia do Palácio do Governo e nomeação de um oficial da Guarda Nacional de São Paulo), 101-102 (acontecimentos de Pirassununga) e Appendice, p. 1-11 (idem).
- PARECER sobre os artigos 491 a 528 (Posse) e 701 a 717 (Servidão) do Projeto do Código Civil. São Paulo, Typ. Andrade e Mello, 1902.[1]

## Trabalhos sobre Bernardino de Campos
- BELLO, José Maria. História da República, 1889-1945; adendo 1945-1954 (síntese de sessenta e cinco anos de vida brasileira). 3ª ed. rev. e acrescida de novos capítulos. São Paulo, Companhia Editora Nacional, 1956, p. 259-269.
- BRAGA, Cincinato. Discurso pronunciado na Câmara dos Deputados, sessão de 20 de janeiro de 1915. In: Annaes da Câmara dos Deputados. Sessões de 3 de janeiro a 10 de fevereiro de 1915. Rio de Janeiro, Imprensa Nacional, 1916, v. 1, p. 45-49.
- NETO, Casimiro Pedro da Silva. A Construção da Democracia. Brasília. 2003. 751 p.
- CINTRA, Francisco de Assis. Bernardino de Campos e seu tempo. São Paulo. Editora Cupolo Ltda, 1953, 164 p.
- DUNSHEE DE ABRANCHES, João. Bernardino de Campos. In: Governos e Congressos da República dos Estados Unidos do Brazil. São Paulo, s. ed., 1918, v. 1, p. 103-104
- ENCYCLOPÉDIA e Dicionário Internacional. Rio de Janeiro. W. M. Jackson, s. ed.,v. 4, pg. 2053.
- GLICÉRIO, Francisco. Discurso pronunciado no Senado Federal, sessão de 19 de janeiro de 1915. In: Annaes do Senado Federal, sessões de 4 de janeiro a 9 de fevereiro de 1915. Rio de Janeiro, Imprensa Nacional, 1918, v. 1, p. 46-48.
- LEITE, Aureliano. Bernardino José de Campos Júnior. In: Retratos a pena; derradeiros da monarquia e primeiros da república em São Paulo; nova série. São`Paulo, São Paulo Editora Limitada, 1930, p. 183-190.
- MOTTA, Cândido Filho. Uma grande vida. São Paulo, Edição de "Política", 1931, 286 p.
- 2. ed., São Paulo, Companhia Editora Nacional, 1941, 286 p.
- PIRES FERREIRA. Discurso pronunciado no Senado Federal, sessão de 19 de janeiro de 1915. Rio de Janeiro, Imprensa Nacional, 1918, v. 1, p. 48-49.
- TAVARES PINHÃO, Antônio. Bernardino de Campos. Ribeirão Preto, Rosa Bellonzi e Cia, 1941, 134 p.[1]